# Welttag der Poesie
Der Welttag der Poesie wird am 21. März begangen und wurde 1999 von der UNESCO (Organisation der Vereinten Nationen für Bildung, Wissenschaft und Kultur) ausgerufen, „um die sprachliche Vielfalt durch poetische Ausdrucksformen zu fördern und gefährdeten Sprachen mehr Gehör zu verschaffen“. Weiterhin soll ein interkultureller Austausch gefördert werden. Der Tag wird seit 2000 weltweit jährlich gefeiert.
Der Gedenktag soll auch dazu beitragen, dem Bedeutungsverlust der Poesie entgegenzutreten. Im 19. Jahrhundert seien, so der Literaturwissenschaftler Nikolas Immer, 20.000 Gedichtbände allein im deutschsprachigen Raum veröffentlicht worden – eine Zahl, die inzwischen utopisch erscheint. Mit dem Aktionstag soll gezeigt werden, dass die Poesie auch im Zeitalter der neuen Informationstechnologien einen wichtigen Platz im kulturellen und gesellschaftlichen Leben einnehmen kann.
Am Welttag der Poesie finden Lesungen, Ausstellungen und Rezitationen lyrischer Werke in Medien und Kulturinstitutionen statt. Weiterhin sollen poetische Werke veröffentlicht und Poesiepreise vergeben werden. Besonders Schüler werden angesprochen. In einzelnen Jahren waren Kinder und Jugendliche auf der ganzen Welt aufgefordert, Gedichte zum Thema Gewalt und Frieden zu schreiben. Zudem trommelten sie an diesem Tag um 11:30 Uhr (MEZ) für den Frieden.
Die zentrale Veranstaltung in Deutschland richtet das Haus für Poesie Berlin mit etlichen Partnern aus; Veranstaltungsort war von 2000 bis 2020 das Max-Liebermann-Haus am Brandenburger Tor. Im Jahr 2024 lud das Haus der Poesie zu „Lesungen von fünf Dichter:innen in fünf verschiedenen Sprachen“ ein. Weitere Veranstaltungen fanden in vielen Städten statt. Die zentrale Veranstaltung zum Welttag der Poesie in Deutschland steht unter der Schirmherrschaft der Deutschen UNESCO-Kommission.